# Alain Letessier
Alain Letessier, né le 23 mars 1952 à Asnières, est un designer,,,,architecte non DPLG, écrivain,, et éditeur, français. Résidant à Bangkok puis à Hong Kong, il a parcouru l’Asie du Tibet au Cambodge de l’île de Nias au lac Toba Batak à Sumatra. Après de plus de trente années passées entre l’Asie, les États-Unis et l’Europe, il se consacre depuis 2012-  au travers de l'association LATULPA, une association à but non lucratif - à un projet d’ampleur : yOmOtic,,,, une maison autonome en énergie, en eau et en nourriture.

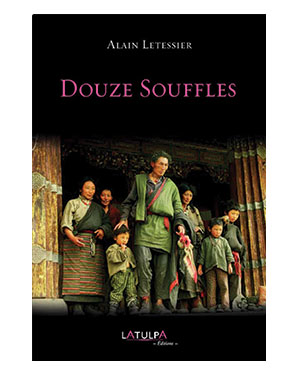
https://editions.latulpa.com/douze-souffles-details-1/

## Biographie

### Origine
Les parents d’Alain Letessier sont d’abord charcutiers-traiteurs à Asnières. Peu de temps après la naissance d’Alain, ils deviennent restaurateurs en achetant la célèbre brasserie L’Alsacienne, Boulevard Saint-Michel, à Paris.
En 1968, son père Roger Letessier est un membre clé de l'équipe de Roger Godinot dans le projet des Arcs fait partie avec Charlotte Perriand, Bernard Taillefer et Robert Blanc de l’équipe à l’origine des Arcs. Alain, alors âgé de 16 ans et peu enclin aux études, commence en Savoie sa vie professionnelle. À la recherche de sa voie, il effectue divers travaux pour cette équipe.
Alain Letessier a une sœur ainée, Danièle. Ancienne élève des beaux Arts de Paris, Professeur de dessin, elle meurt en 2002.

### Enfance
Encore petit enfant, Alain Letessier commence à créer son univers, comme il l’explique dans Douze Souffles, son autobiographie : « Je m’adonnais aux constructions minimalistes, faisais des maquettes en carton. Je voyais en 3D et jouais en 3D avec l’éclairage. Toute ma vie durant, je ne pourrais réaliser et concevoir que dans cette dimension. Si nous considérons une pièce comme une seconde peau, les volumes deviennent essentiels. Appréhender l’espace disponible, apprécier l’ameublement proposé, débusquer la lumière qui embellit, utiliser les ouvertures sur l’extérieur. L’ombre et la luminosité débusquent, illuminent et éclairent : une maison, c’est une existence ! Dans la lumière ou plongée dans une certaine obscurité, il faut en faire ressortir les zones d’énergie positive et vivre en harmonie avec l’espace petit ou grand qui nous entoure. »

### Parcours
L’architecture au service de l’écologie et du mieux vivre sont les problématiques majeures sur lesquelles Alain travaille.
Initié à la philosophie de « la machine à habiter » (The Living Machine) de Charles Le Corbusier par Charlotte Perriand qu’il rencontre aux Arcs, il est fasciné par le Feng-Shui qu'il apprend auprès de Maîtres en Asie, notamment Lilian Too.
Avec ce regard ouvert sur le monde, il réalise en 1973 son premier chantier Place de la Contrescarpe à Paris.
Alain Letessier est autodidacte, comme il l’évoque dans Douze Souffles :
« Longtemps mes lacunes scolaires m’ont fait douter de ma place dans la société. Je savais bien que c’était la paresse et une volubilité latente qui me poussaient vers l’ignorance. Si j’avais été bon élève, j’aurais suivi une route classique. Ma désinvolture m’avait guidé vers une vie inattendue faite d’aventures et de rencontres heureuses. Au diable les tests de Q.I. ! On ne peut résumer le potentiel d’une personne par une suite de bonnes réponses. Être intelligent, c’est savoir composer avec ce que l’on a. C’est pouvoir attraper quelqu’un quand il est en train de tomber ; c’est faire cuire des oignons avec du miel quand on n’a rien d’autre à manger ; c’est choisir de courir au bon moment, de supporter certaines choses au lieu de fuir. »

### Enfants
Alain a cinq fils nés de trois unions.
Alexis, ingénieur informaticien, Jean-Frédéric, philosophe et homme d’affaires, Stéphane, antiquaire, Hugo, concepteur et spécialiste dans le cyclisme et Kelvin, étudient en kinésathérapie. 

## Carrière

### Premier pas: design et architecture
Alain Letessier commence en 1974 une carrière de designer et d’architecte en acquérant rue des Canettes à Paris l’Antre de Vulcain, une galerie créée par Domino Letors. Elle l'initie au métier d'architecte. 

### Antiquaire
Après un voyage en Thaïlande et en Birmanie où il découvre l’art d’Extrême-Orient et commence sa carrière d’antiquaire dans les nouveaux locaux de l’Antre de Vulcain place Furstenberg à Paris.
Très vite il ouvre la Galerie Letessier spécialisée en Asie du Sud-est.
Il devient membre des Antiquaires[réf. nécessaire]. Ami de Gérard Levy et Jean-Claude Moreau-Gobard, Expert en Art d’Asie, Alain côtoie le milieu des grands collectionneurs, des musées et rayonne pendant plus de 8 ans sur le marché de l’antiquité d’Extrême-Orient. Pendant ces années entre ses voyages au cœur du Triangle d’or, il participe à de nombreux salons, notamment la Biennale des Antiquaires de Paris[réf. souhaitée] et de Cannes.

### Designer inventeur

#### Double your living space
Alain Letessier a été pionnier dans sa profession en inventant en 1984 cette architecture modulable multifonctions : Double your living space.
Très rapidement le concept est adoubé par la presse et de nombreuses personnalités adoptent cet art de vivre.
Double Your living space prend une nouvelle ampleur lorsque le directeur du bureau d’études de Dassault Aviation le contacte afin d’intégrer le concept à l’aménagement intérieur des avions Falcon 50 et Falcon 900.
De lofts en habitats, de design en architecture, les projets aussi bien en Europe, qu’aux États-Unis ou en Asie suivis par Alain Letessier s’enrichissent de son expertise en Feng Shui, pour lequel il se passionne depuis plus de 44 ans. Disciple de la très célèbre Lilian Too, dont il suit les cours à Hong-Kong, il est guidé dans chacune de ses créations par cette philosophie.

#### yOmOtic
yOmOtic qu’est-ce ? Il s’agit d’un habitat 100 % autonome. C’est en 2012 qu’Alain Letessier en prend conscience que la maison autonome est une innovation rendue possible par les avancées technologiques actuelles. Il arrête toutes activités pour se consacrer à ce projet, en mettant en place une association humanitaire : l'association LATULPA.
L'objectif est de pouvoir offrir yOmOtic aux plus démunis et aux résidents de territoires hostiles (régions désertiques ou très froides).
Aujourd’hui, yOmOtic est sur le point de voir le jour et sera mise à la disposition du plus grand nombre.

### Architecte
Bien que depuis 1974 avec l’Antre de Vulcain puis avec Variabilé et le Double living Space Concept Alain Letessier ait réalisé de nombreux chantiers de décoration, ce n’est vraiment qu’à partir de l’année 2000 qu’il se consacre à ses premiers chantiers d’architecte. Le premier sera l’UNICEF à Paris qui sera suivi par la réalisation d’immeubles privés ou de bureaux, de lofts et du Cristallin, un immeuble de plus de 5 000 m2 conçu entièrement sur les principes du Feng Shui, pour lequel il travaille pendant trois ans.

### Principales réalisations
- 1982 : Construction d’une maison thaïlandaise au Grand Palais (Biennale des Antiquaires)
- 1988 : Réalisation, au Salon des Créateurs à la Villette, d’une maison Automatisée
- 1991 : Salle de spectacle du Groupe Hatier dans les salles du Nomadic (Paquebot ancré devant la tour Eiffel)
- 1993 : Galerie LaMa à Shaïwan Hong Kong
- 2001 : L’UNICEF de Paris
- 2004-2006 : Lofts & maisons parisiennes et banlieue
- 2006 : Le Cristallin. Immeuble de Bureau près de la Défense à Courbevoie

## Voyageur et écrivain

### Voyages
En 1984, un voyage au Tibet est pour lui l’un des moments les plus marquants de son existence. Embarqué dans cette aventure par le célèbre Baron Sepy (en), qui est l’un de ses amis proches, il va être guidé par le sherpa Tensing Norgay et sa femme, Dakku. Il commence ainsi la description de ce voyage :
« Fin aout, mon ami Sepy (en) vint nous rendre visite à la galerie de Ploenchit Road. Ce drôle de bonhomme, baron hongrois, sculpteur et joaillier, était un personnage haut en couleur. À Cuba, il avait côtoyé Hemingway avant de jeter l’ancre en Floride, pour y fonder un musée d’Art primitif des plus originaux. Capitaine au long cours, il avait parcouru le monde en tous sens et connaissait dans chaque pays plus de gens que tout un chacun dans son village. Je pars demain pour le Tibet ! me dit-il avec excitation. Les Chinois viennent d’ouvrir les frontières et Dieu seul sait pour combien de temps. Il reste encore une place dans le groupe. »
Ce multiculturalisme et ces rencontres le poussent naturellement à l’écriture.
Non seulement son autobiographie Douze Souffles relate des aventures hors normes et inspirantes, mais en plus, il crée, en 2016, les Éditions LATULPA, dont les bénéfices servent à financer une partie du projet yOmOtic.

### Statuaire en Asie du Sud-Est
Étude sur l’Art Cambodgien, Thaïlandais et Birmans écrit pour le syndicat national des Antiquaires en 1984.

### Résilience du Macareux
La Résilience du Macareux est un ouvrage écrit par Alain Letessier et illustré par Sophie Cousinié et accessible dès… 8 ans. Alain sait très bien que les premiers bâtisseurs du futur sont les enfants. Ces êtres curieux à qui l’on transmet des valeurs  fortes.
Aujourd’hui, ces valeurs qu’Alain souhaite transmettre sont celles qui seront fondatrices de demain. Les changements qui surviennent sur notre planète et dans notre monde nous donnent souvent à penser qu’il est nécessaire de « faire quelque chose ». Ce quelque chose aujourd’hui, c’est la porte qu’Alain Letessier ouvre vers une nouvelle conception de l'architecture et de l'art vivre en harmonie avec la nature.
L’association LATULPA est un projet très global, guidée par cette philosophie puissante, que l’on peut retrouver dans La Résilience du Macareux :
« Les humains se métamorphosent et respectent la nature. Nous sommes des milliers en France et des dizaines de milliers dans le monde, à prendre conscience que nous mettons en scène notre propre extinction. »

### Entre écologie et humanisme
Les valeurs défendues par Alain Letessier sont donc avant tout des valeurs écologiques, car yOmOtic est une maison 100 % autonome, en eau, en énergie et en nourriture. Elle rompt avec tous les standards de construction des habitats traditionnels consommateurs d’énergie. Ronde, elle intègre une vaste terrasse cultivable qui invite à la permaculture.
Les plans de yOmOtic sont actuellement confidentiels, mais chaque jour l’équipe autour d’Alain Letessier s’étoffe, pour mener à bien le projet.
L’humanisme est l’autre valeur forte qui traverse les ambitions d’Alain Letessier. En effet, il souhaite à travers yOmOtic et l’association LATULPA, réhabiliter des territoires miniers et permettre à des familles de vivre sereinement, en Europe, en Afrique ou en Asie.
L’humanisme va au-delà de ce souhait caritatif, il est aussi présent dans le Feng Shui qu’Alain Letessier a insufflé à sa création. Cette philosophie permet aux habitants de la maison non seulement de vivre, mais aussi de bien-vivre, de vivre dans le bien-être.